# Chanterelle (musique)
Pour les articles homonymes, voir Chanterelle (homonymie) et Chanter.
La chanterelle, le chanter — ou flûte, ou chalumeau, ou lévriad (en breton) — est un terme musical ayant plusieurs significations :
- partie d'une cornemuse : tube à perce conique (parfois cylindrique) percé de trous permettant l'exécution d'une mélodie sur diverses cornemuses. Le terme anglophone chanter renvoie aux cornemuses écossaises, irlandaises et anglaises ;
- partie d'une cornemuse : bourdon le plus aigu (Cabrette, Veuze). Il est alors désigné chanterelle par opposition à la flûte, qui sert à jouer la mélodie ;
- corde la plus aiguë d'un instrument : vielle à roue, luth, violon, viole de gambe ;
- appeau.

## Biniou
Le levriad a une perce en cône très évasé, six trous mélodiques, plus, généralement, deux évents sur les côtés du pavillon. Le doigté est un doigté ouvert simple (le même que celui du pipeau ou de la flûte irlandaise). Les trous sont bouchés par le bout de trois doigts de chaque main, tuilés s'ils sont trop gros, ou par deux doigts de la main gauche et quatre de la main droite. La gamme naturelle du levriad est la plupart du temps, depuis la seconde guerre mondiale, celle de la grande cornemuse des highlands, mais plus aigüe d'une octave. Antérieurement on trouvait des levriad dont la fondamentale pouvait aller du sol au do, avec des gammes souvent non diatoniques (notes équidistantes par exemple). Les altérations sont obtenues par ouverture partielle des trous (parfois obtenue au moyen de ruban adhésif).

## Northumbrian pipes

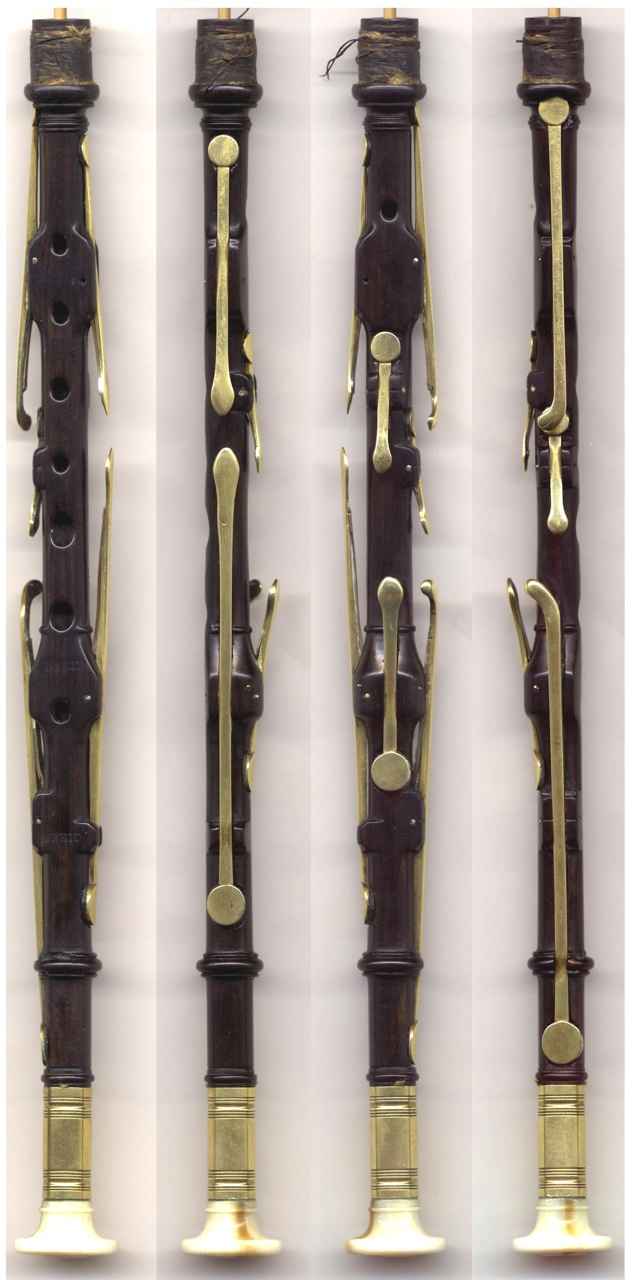
Un chanter' (chalumeau) à sept clés de Robert Reid.
Cette image composite montre toutes les faces d'un chanter classique à sept clés fabriqué par Robert Reid, probablement vers 1820.

Le chanter des Northumbrian pipes possède une perce cylindrique et n'a pas de pavillon (le bout du tuyau est bouché). Le doigté est un doigté fermé, chaque note est obtenue en ouvrant un seul trou.

## Uilleann pipes

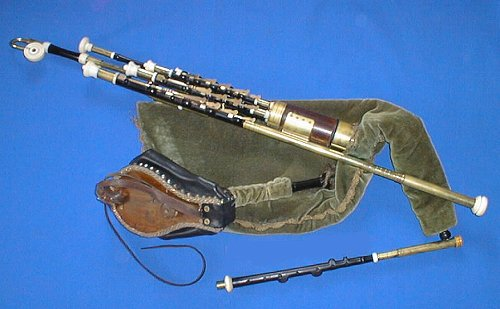
Uilleann pipes avec son chanter (en bas de l'image) relié à son outre.

Le chanter de Uilleann pipes mesure un peu plus de cinquante centimètres avec son reed cap. Ce dernier mesure près de vingt centimètres et abrite une anche sèche qui peut friser les dix centimètres.
Le chanter a une perce conique à pente très aiguë, particulièrement dans le cas de flat sets, huit trous mélodiques, plus le pavillon, considéré comme un neuvième trou mélodique que le piper bouche en posant le chanter sur sa cuisse, plus un nombre variable de clés permettant d'obtenir les altérations. Le doigté est un doigté fermé qui alterne les notes obtenues avec un trou ouvert et les notes obtenues avec deux trous ouverts, on peut obtenir plusieurs des altérations par un doigté croisé. Les trous, espacés en moyenne de plus de trois centimètres sont bouchés par la deuxième phalange de chaque doigt (sauf le bout de l'auriculaire droit et du pouce gauche). La gamme naturelle du chanter est la gamme majeure (ionienne), les instruments les plus courants depuis le début du XXe siècle sont en ré, la fondamentale des instruments anciens variait du si bémol (plus grave d'une octave que la grande cormemuse des highlands) au do dièse (Robbie Hannan joue d'un instrument en la, et on peut entendre sur le disque Ocean Liberty de la Kevrenn Brest Sant Mark un chanter en mi bémol).